# Jászszentandrás
Jászszentandrás község Jász-Nagykun-Szolnok vármegyében, a Jászapáti járásban.

## Fekvése
Az Alföld és a megye északi részén, a Jászság északkeleti határán fekszik, közvetlenül Heves és Jász-Nagykun-Szolnok vármegyék találkozásánál. Budapestről kb. 100, Szolnoktól kb. 50 km-re található. Szomszédos települések: közúton csak Jászapáti és Heves érhető el.

### Megközelítése
Közúton két irányból közelíthető meg: a 31-es főútról Jászapáti központjában északnak kiágazva, a 3228-as úton, illetve Heves irányából, ugyancsak a 31-es főútból kiágazó 32 133-as számú mellékúton.
Az autóbuszos közúti tömegközlekedés szolgáltatója a Volánbusz, a közvetlen járatokkal Budapest is elérhető.
Vasútvonal nem vezet át a településen, a legközelebbi vasútállomások Jászapátin és Hevesen találhatók.

## Története
A települést 1399-ben említették először egy oklevélben "Szentandrás" névvel, mint az egri káptalan birtokát. Korábban, már a 13. században létezett itt település Endrefalva névvel, mely a tatárjárás idején elpusztult. Ezután, mint puszta szerepel a történelemben, bár folyamatosan voltak lakói. 1750-ben kerül Jászárokszállás birtokába. Árokszállás közbirtokossága az ún. belső pusztaként használta Szentandrást, és ott legeltette renyhe ménesét és a csordáját. Az 1855-ös tagosítás után véglegesen 1886-ban emelték községi rangra.
1962-ben termálvizet találtak 600 méter mélyen, és strandfürdőt létesítettek, mely azóta a település fő turisztikai vonzereje.

### Nevének eredete
A község a nevét feltehetően Szent András apostoltól kapta.

## Közélete

### Polgármesterei
- 1990–1994: Nagy Sándor (független)[3]
- 1994–1998: Nagy Sándor (független)[4]
- 1998–2002: Kerek Éva (független)[5]
- 2002–2006: Banka Ferenc (független)[6]
- 2006–2010: Banka Ferenc (független)[7]
- 2010–2014: Banka Ferenc (Fidesz)[8]
- 2014–2016: Banka Ferenc (Fidesz)[9]
- 2016–2019: Szabó László (független)[10][11]
- 2019–2024: Kolláth Bálint (Fidesz-KDNP)[12]
- 2024– : Kolláth Bálint (Fidesz-KDNP)[1]

A településen 2016. október 2-án időközi polgármester-választást kellett tartani, mert az előző polgármester júniusban elhunyt.
Az önkormányzat címe: 5136 Jászszentandrás, Rákóczi út 36., telefonszáma: (06) 57/446-006, faxszáma: (06) 57/446-002; e-mail címe: jaszszenta@invitel.hu, hivatalos honlapja: www.jaszszentandras.hu.

## Népesség
A település népességének változása:
| Lakosok száma | 2504 | 2471 | 2399 | 2580 | 2556 | 2598 | 2576 |
|               | 2013 | 2014 | 2018 | 2021 | 2022 | 2023 | 2024 |

2001-ben a település lakosságának közel 100%-a magyar nemzetiségűnek vallotta magát.
A 2011-es népszámlálás során a lakosok 90,3%-a magyarnak, 1,4% németnek, 0,2% románnak mondta magát (9,4% nem nyilatkozott; a kettős identitások miatt a végösszeg nagyobb lehet 100%-nál).
2022-ben a lakosság 90,4%-a vallotta magát magyarnak, 0,5% németnek, 0,4% ukránnak, 0,2% románnak, 0,2% cigánynak, 0,1-0,1% örménynek és bolgárnak, 3,3% egyéb, nem hazai nemzetiségűnek (8,8% nem nyilatkozott; a kettős identitások miatt a végösszeg nagyobb lehet 100%-nál).

## Vallás
A 2001-es népszámlálás adatai alapján a lakosság nagy része (kb. 82,5%-a) római katolikus vallásúnak vallotta magát. Református kb. 2,5%, evangélikus ill. görögkatolikus kb. 0,5% - 0,5%. Kb. 3% nem tartozik egyetlen egyházhoz vagy felekezethez sem, míg kb. 11% nem válaszolt.
2011-ben a vallási megoszlás a következő volt: római katolikus 64,2%, református 2,9%, evangélikus 0,2%, görögkatolikus 0,2%, felekezeten kívüli 12,9% (19,1% nem nyilatkozott).
2022-ben vallásuk szerint 38,8% volt római katolikus, 2,3% református, 0,5% görög katolikus, 0,2% evangélikus, 0,1% ortodox, 0,8% egyéb keresztény, 0,3% egyéb katolikus, 13,8% felekezeten kívüli (42,9% nem válaszolt).

### Római katolikus egyház
Az Egri Főegyházmegye (érsekség) Jász-Kun Főesperességének Jászapáti Esperesi Kerületéhez tartozik, mint önálló plébánia. Plébániatemplomának titulusa: A Szent Kereszt felmagasztalása.

### Református egyház
A település református vallású lakosai a Dunamelléki Református Egyházkerület (püspökség) Délpesti Református Egyházmegyéjében (esperesség) lévő Jászapáti missziói egyházközséghez tartoznak, mint szórvány.

### Evangélikus egyház
Az Északi Evangélikus Egyházkerület (püspökség) Dél-Pest Megyei Evangélikus Egyházmegyéjében (esperesség) lévő Szolnoki Evangélikus Egyházközséghez tartozik, mint szórvány.

### Görögkatolikus egyház
A Hajdúdorogi Egyházmegye (püspökség) Budapesti Főesperességének Pesti Esperesi Kerületében lévő Szolnoki paróchiához tartozik, mint filia.

## Nevezetességei
- Andrástermál fürdő
- Messze földön is emlegetik a neogótikus stílusban épült római katolikus templomot, mely 1903-ban készült el Gzigler Győző tervei alapján, Wágner Márton kivitelezésével. A templom helyén egy, az 1750-es évek-ben épített kápolna volt, ám a kis építménybe nem fért bele a község növekvő lakossága. az 1868-as földrengés következtében megrongálódott, majd1902-re életveszélyessé vált kápolnát lebontották, s 1 év múlva már az 52 méter magas tornyú templom épült a helyére. A freskókat 1933-ban Aba-Novák Vilmos és Chiovini Ferenc, a szekkókat Czumpf Imre festette.
- Trianon-emlékmű: 2008-ban állíttatta Tajti Gáspár és Dávid Áron.
- I. világháborús emlékmű: Kisfaludi Strobl Zsigmond alkotása.
- II. világháborús emlékmű: 1992-ben készítette Csíkszentmihályi Róbert.
- Tájház: A Jászságra jellemző berendezési tárgyakat, munkaeszközöket, szerszámokat mutat be.

## Képek

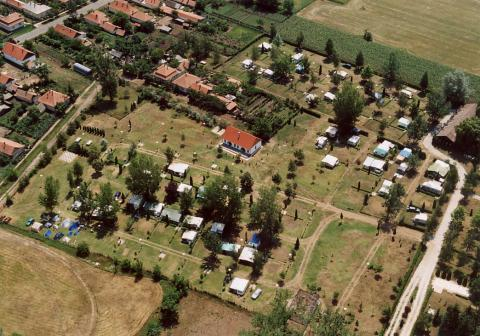
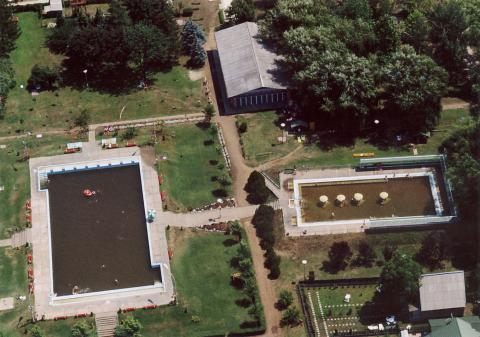
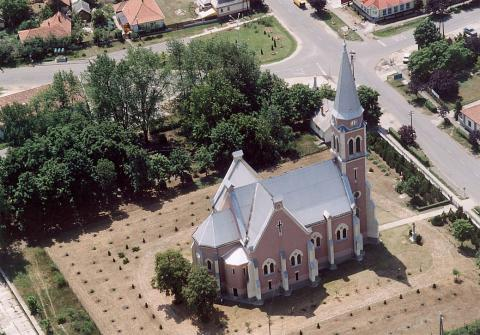

## Külső hivatkozások
- Jászszentandrás honlapja